# Factoryorumok
factoryorumok（ファクトリーオルモック）は、パイオニアLDCとメディアファクトリーの合弁レコードレーベル。小室哲哉と彼の関連人物にプロデュースされたアーティスト用のレーベル。1998年設置。第一弾CDはORUMOK RECORDSのコンピレーション・アルバム『ORUMOK COMPILATION 1995 to 1998』。
2001年に小室哲哉が吉本興業に移籍。2002年に吉本の米国法人が保有していたR and Cを小室の事業会社であったRojam Entertainmentが買収したことにより（レーベルはgaball screen）、当レーベルの活動を休止した。

## factoryorumokレーベルを使用するアーティスト
- 華原朋美
  - ベスト・アルバム『kahala compilation』のみ：1999年2月10日発売の2枚組
    - 同年12月22日に発売の同名タイトルCD1枚のみの限定盤は、規格品番がパイオニアLDC/ORUMOK RECORDSのもの
- 坂口実央
- MIYUKI
- 清水まなぶ
- DJ DRAGON
- zoie
- Twenty-four

## レーベルカタログ
- オムニバス『ORUMOK COMPILATION 1995 to 1998』（FOCX-1001，1998/06/17）
- 華原朋美『kahala compilation』（FOCX-1002，1999/02/10）
- 清水まなぶ『サンキューニッポン』（FOCX-5001，2000/04/26）
- ステレオリキッド『VAMPIRE』（FOCX-5002，2000/08/23）
- MIYUKI『Feel the Revolutions』（FOCX-5003，2000/07/11）
- 坂口実央『How Many Days』（FOCX-5004，2000/08/09）
- 清水まなぶ『Sweet Surrender / 君の笑顔』（FOCX-5005，2000/08/30）
- Twenty-four『遅い夏休み』（FOCX-5006，2000/09/20）
- Twenty-four『Tバード』（FOCX-5007，2000/11/22）
- 坂口実央『ENJOY BAD DAYS, ENJOY GOOD DAYS』（FOCX-7001，2000/05/03）
- Zoie『ガラパゴスのJULIET』（FOCX-9001，2000/10/18）

## ORUMOK COMPILATION 1995 to 1998

### 解説
1998年6月17日発売。ORUMOK RECORDS所属の3組の歌手による楽曲を集めたコンピレーション・アルバムだが、Asamiのソロ楽曲が新規収録されている。

### 収録曲
1. I BELIEVE [MILAN MIX] / 華原朋美
作詞・作曲・編曲：小室哲哉
華原の2ndシングル。本作に収録されているのはシングル2曲目の「EXTENDED MILAN MIX」。
2. SPARK SPARK SPARK -Through da cloud- / H.A.N.D.
作詞：NISHI-Pee、作曲・編曲：小室哲哉
H.A.N.D.の2ndシングル。
3. Baby baby baby / dos
作詞：小室哲哉・前田たかひろ、作曲・編曲：小室哲哉
dosの1stシングル。
4. Friday nite / asami
作詞：MARC、作曲・編曲：小室哲哉
新録曲。後に歌詞・アレンジを一部変更してTRUE KiSS DESTiNATiONのシングル「Everybody's Jealous」として発売。その際、マーク・パンサーのラップは削除されている。
5. someone like YOU / dos
作詞：前田たかひろ、作曲：久保こーじ、編曲：小室哲哉・久保こーじ
dosのアルバム『chartered』収録曲。
6. Living on...! / 華原朋美
作詞・作曲・編曲：小室哲哉
華原の1stアルバム『LOVE BRACE』収録曲。
7. CLOSE YOUR EYES / dos
作詞：taeco、作曲・編曲：小室哲哉
dosの3rdシングル。
8. only you / H.A.N.D.
作詞：NISHI-Pee、作曲・編曲：小室哲哉
H.A.N.D.のアルバム『Don't tell yea MAMA』収録曲。
9. summer visit / 華原朋美
作詞・作曲・編曲：小室哲哉
華原の1stアルバム『LOVE BRACE』収録曲。
10. more kiss / dos
作詞：前田たかひろ、作曲・編曲：小室哲哉
dosの2ndシングル。
11. Prime High / H.A.N.D.
作詞：NISHI-Pee、作曲・編曲：小室哲哉
H.A.N.D.の1stシングル。
12. friend / dos
作詞：taeco、作曲・編曲：小室哲哉・Keith Cohen
dosのアルバム『chartered』収録曲。
13. MOONLIGHT / 華原朋美
作詞：小室哲哉・華原朋美、作曲・編曲：小室哲哉
華原の1stアルバム『LOVE BRACE』収録曲、および4thシングル「LOVE BRACE」のカップリング。

## 関連リンク
- factory orumok (WebArchive)